# Kananga
Kananga ou Cananga é a atual capital da província de Cassai Central, na República Democrática do Congo, e antiga capital da província do Cassai Ocidental. Localiza-se nas margens do rio Lulua. Em 2004 tinha uma população estimada em 720.362 mil habitantes. Foi fundada em 1884 e designou-se Luluaburgo (Luluabourg) até 1966.
A cidade é um centro produtor de carnes, café, algodão, óleo de palma, arroz, mandioca, amendoim (amendoim), banana e abacaxi. Outras indústrias incluem fabricação de cerveja.
Há um museu na cidade.
Possui o importante Aeroporto de Kananga.